# Geranomyia serotina
Geranomyia serotina är en tvåvingeart som beskrevs av Alexander 1923. Geranomyia serotina ingår i släktet Geranomyia och familjen småharkrankar. Inga underarter finns listade i Catalogue of Life.